# Fredede fortidsminder i Guldborgsund Kommune
Denne liste over fredede fortidsminder i Guldborgsund Kommune er af performance-årsager delt i tre:
- Fredede fortidsminder i Guldborgsund Kommune (A-L)
- Fredede fortidsminder i Guldborgsund Kommune (M-O)
- Fredede fortidsminder i Guldborgsund Kommune (P-Å)

Listen bygger på data fra Kulturarvsstyrelsen.